# Lada Pejchalová
Lada Pejchalová (15 novembre 1998) è un'altista ceca.
Vincitrice di una medaglia di bronzo ai Mondiali allievi del 2015 in Colombia, ha preso parte con la nazionale seniores agli Europei di Berlino 2018, fermandosi in fase qualificatoria.

## Palmarès
| Anno | Manifestazione | Sede      | Evento        | Risultato | Prestazione | Note |
| ---- | -------------- | --------- | ------------- | --------- | ----------- | ---- |
| 2015 | Mondiali U18   | Cali      | Salto in alto | Bronzo    | 1,82 m      |      |
| 2016 | Mondiali U20   | Bydgoszcz | Salto in alto | 4ª        | 1,86 m      |      |
| 2017 | Europei U20    | Grosseto  | Salto in alto | 5ª        | 1,85 m      |      |
| 2018 | Europei        | Berlino   | Salto in alto | 18ª (q)   | 1,81 m      |      |
| 2019 | Europei U23    | Gävle     | Salto in alto | 14ª (q)   | 1,73 m      |      |